# Rathaus (Königsberg in Bayern)

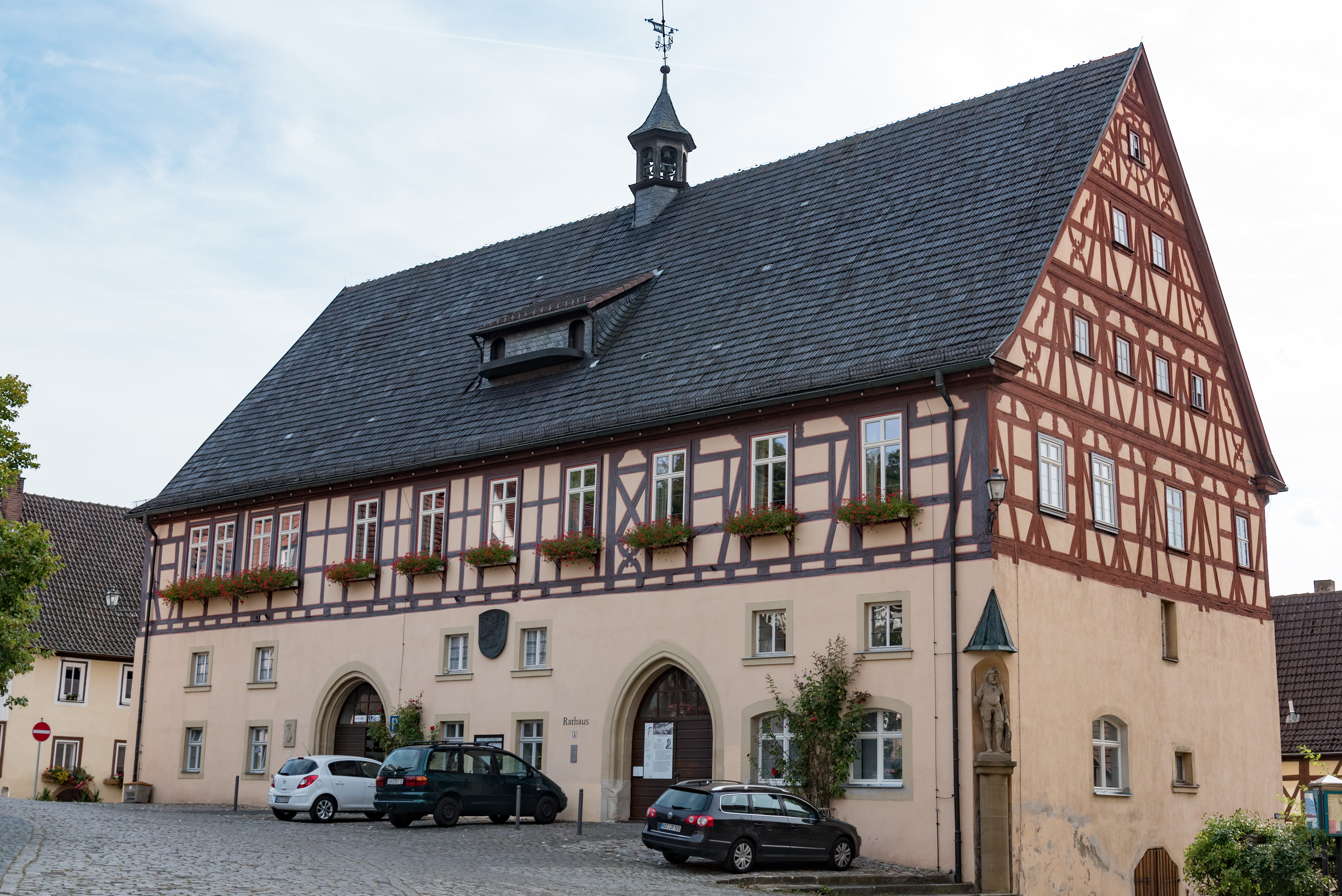
Rathaus in Königsberg in Bayern

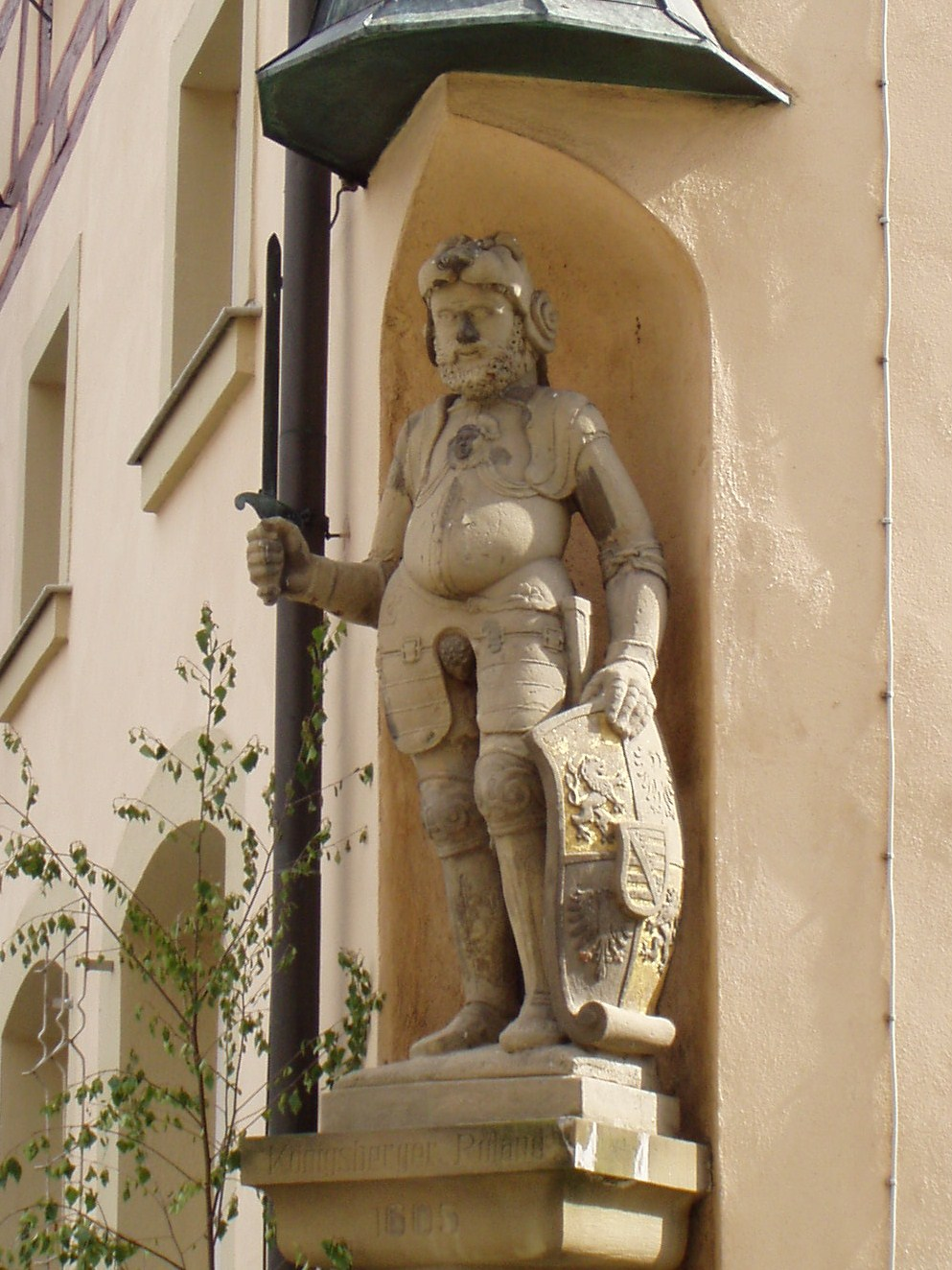
Roland in der Ecknische

Das Rathaus in Königsberg in Bayern, einer Stadt im unterfränkischen Landkreis Haßberge, wurde 1456 errichtet. Das Rathaus am Marktplatz 7 ist ein geschütztes Baudenkmal. 
Das Fachwerkobergeschoss stammt aus den Jahren 1658/68, denn das Rathaus musste nach einem Brand wieder hergestellt werden. Um 1900 fanden weitere Umbaumaßnahmen statt. 
Der zweigeschossige, traufständige Satteldachbau hat einen offenen Dachreiter mit Glocken. An der Platzseite sind zwei spitzbogige Einfahrten.
Der Roland in der Ecknische symbolisiert die Stadtrechte. 